# گاندرکزه
گاندرکزه (به آلمانی: Ganderkesee) یک منطقهٔ مسکونی در آلمان است که در Oldenburg واقع شده‌است. گاندرکزه ۳۰٬۸۲۵ نفر جمعیت دارد.